# ديلان مكجوان
ديلان مكجوان (بالإنجليزية: Dylan McGowan)‏ مواليد 6 أغسطس 1991 في أديليد، هو لاعب كرة قدم أسترالي. يلعب كمدافع.

## مرحلة الشباب

### أندية لعب لها
- بارا هيلز نايتس
- هارت أوف ميدلوثيان

## المسيرة الاحترافية

### أندية لعب لها
- هارت أوف ميدلوثيان
- نادي أديلايد يونايتد لكرة القدم

## روابط خارجية
- ديلان مكجوان على موقع الاتحاد الدولي (مؤرشف)  (الإنجليزية)
- ديلان مكجوان على موقع دوري كوريا الجنوبية (الإنجليزية)
- ديلان مكجوان على موقع قاعدة بيانات كرة القدم.إي يو (الإنجليزية)
- ديلان مكجوان على موقع Soccerbase.com (لاعب) (الإنجليزية)
- ديلان مكجوان على موقع Soccerway.com (الإنجليزية)